# Heidi Game
Heidi Game (o jogo de Heidi) foi um dos jogos mais controversos da historiado futebol americano na televisão estadunidense. O episódio faz referencia a um filme homônimo que seria exibido na sequencia da transmissão do jogo entre Oakland Raiders e New York Jets.

## História
No dia 17 de novembro de 1968, Oakland Raiders e New York Jets se enfrentavam no Oakland-Alameda County Coliseum. A partida iniciada as 16h (horário da costa leste dos EUA, 13h no horário local) foi interrompida abruptamente pela NBC para a costa leste as 19h devido a exibição de um filme produzido para a TV chamado Heidi. Naquele momento,faltavam 1:05 para o fim do quarto período e os Jets venciam os Raiders por 32 a 29. Os executivos tentaram sem sucesso adiar o inicio do filme, mas quando a transmissão foi interrompida, milhares de telespectadores da costa leste ligaram para a emissora para reclamar sobre a interrupção do jogo ou obter informações do resultado do jogo o que ocasionou um congestionamento no serviço de atendimento da rede. Houve ainda quem ligasse para as rádios, os jornais e até para o departamento de policia. Na época, os jogos duravam em média duas horas e meia e eram raros os que terminavam após três horas. a solução foi inserir o placar final no rodapé da TV. O resultado deixou os telespectadores revoltados, em especial os nova-iorquinos, que não assistiram os dois touchdowns da equipe adversária que decidiram a partida.

## O jogo
No inicio do primeiro quarto, os Jets haviam sido punidos com uma falta pessoal em favor dos Raiders. Os Jets abriram o placar com dois Field Goals marcados pelo kicker Jim Turner. O primeiro , a 44 jardas e o segundo , a 18 jardas da linha da defesa adversária. Na sequencia, o Raiders, liderado pelo quarterback Daryle Lamonica,que havia retornado a equipe após um periodo se recuperando de uma lesão no joelho,marcou o primeiro touchdown da partida,colocando o time em vantagem no placar com 7-6. Ao fim do primeiro quarto, Lamonica fez um passe de 22 jardas para o receiver Warren Wells. No inicio do segundo periodo, Lamonica fez outro passe, dessa vez de 48 jardas para o tightend Billy Cannon, que marcou o segundo touchdown do Raiders ampliando a vantagem para os Raiders. Mas os Jets diminuíram a vantagem para dois pontos com um touchdown de uma jarda do receiver Joe Namath. Porem,a conversão de dois pontos do quarterback Babe Parilli não foi bem sucedida, permanecendo a vantagem dos Raiders em 14–12 no fim do primeiro tempo. No terceiro quarto,com cinco minutos, Namath ajudou os Jets a converter um drive seguido de uma interceptação feita pelo safety Jim Hudson e Bill Mathis finalizou a jogada com um touchdown de quatro jardas,o que garantiu a virada para os Jets em 19–14, mas os Raiders responderam com um touchdown de 80 jardas do running back Charlie Smith, seguido de uma conversão de dois pontos de lamonica para o receiver Hewritt Dixon com isso, os Raiders voltam a ficar em vantagem no placar em 22–19. O ultimo quarto foi o mais disputado do jogo. Os Jets viraram o placar com um touchdown de 50 jardas de Maynard que recebeu a bola de Namath. Turner marcou o pont o extra. Ele ainda marcou outro field goal de 12 jardas e o placar era favorável aos Jets em 29-22. Os Raiders empataram com um touchdown de 22 jardas de Fred Biletnikoff e Blanda marcou o ponto extra. Os dois últimos minutos foram decisivos para os Raiders. Faltando 1:05 para o fim do jogo, os Jets reassumiram a liderança com um Field Goal de 26 jardas convertido por Turner. Os Raiders responderam com dois touchdowns: o primeiro veio aos 42 segundos com um passe de 43 jardas recebido por Smith e o segundo veio através de um fumble recuperado na end zone pelo running back reserva Preston Ridlehuber que avançou 2 jardas para decretar a vitória do Oakland Raiders sobre o New York Jets por 43 a 32. 